# Taj al-Muluk Buri
Tāj al-Mulūk Būrī (in arabo ﺗﺎﺝ ﺍﻟﻤﻠﻮﻙ ﺑﻮﺭﻱ‎?; XI secolo – Damasco, 6 giugno 1132) è stato un condottiero turco, principe di Siria e Armenia e atabeg di Damasco fra il 1128 e il 1132.
Inizialmente ufficiale nell'esercito del re selgiuchide di Damasco, Duqāq, a fianco di suo padre Zahīr al-Dīn Sayf al-Mulūk Toghtigīn, rimase agli ordini di suo padre quando egli assunse il potere dopo la morte di Duqāq, prima come Reggente per conto dei suoi eredi e poi come governante in prima persona.

## Biografia
Le fonti parlano per la prima volta di lui nel 1099, a proposito della città di Jabala, fra Antiochia e Tripoli. Il qādī di Jabala s'era ribellato contro il suo signore Fakhr al-Mulk ibn 'Ammar, qādī di Tripoli, ma l'arrivo della Prima Crociata lo mise in una difficile situazione e, dal momento che non poteva fronteggiare la doppia minaccia crociata e la situazione creata a Tripoli, allora consegnò Jabala a Duqāq in cambio di alcuni domini a Damasco. Duqāq inviò Būrī a prendere possesso di Jabala e lo nominò suo governatore. Ma Būrī si comportò in maniera dispotica e la popolazione scontenta si appellò a Fakhr al-Mulk, che spedì un distaccamento armato perché prendesse sotto il proprio controllo la città. Con l'aiuto della popolazione,  catturò Būrī ma lo trattò con cortesia e lo rinviò libero a Damasco.
In seguito, nel 1102, il conte Raimondo di Saint-Gilles assediò Tripoli con il fermo intendimento di prendere per sé la città e di farne la capitale della sua futura contea. Fakhr al-Mulk si riavvicinò a Damasco, che inviò truppe che lo aiutassero a difendersi, ma senza successo. Nel 1104, Duqāq morì e Toghtigīn assunse la reggenza del regno, in nome degli eredi minori di Duqāq, prima di diventare in prima persona l'unico governante della città siriana, inaugurando la dinastia dei Buridi.
Nel 1108, Fakhr al-Mulk decise di recarsi a Baghdad per chiedere l'aiuto del Califfo abbaside e salvare la sua città, e fece anche tappa a Damasco. Būrī l'accompagnò a Baghdad, ma Fakhr al-Mulk non ottenne alcunché e tornò a Damasco per scoprire che la sua città di Tripoli era definitivamente caduta nelle mani dei Crociati. Rimase così nel suo dorato esilio damasceno, usufruendo di generosi donativi e di un feudo elargitogli da Toghtigīn.
Nel 1119, Būrī condusse un esercito contro il re Baldovino II di Gerusalemme che aveva effettuato una razzia ad Adra'āt e lo bloccò su una collina dove i Crociati si erano trincerati. Malgrado i consigli paterni, tentò di sbarazzarsi dei Crociati ma essi si batterono con l'indomito coraggio della disperazione e inflissero una pesante sconfitta a Būrī.
Il 25 gennaio 1126, si batté a fianco del padre contro i Crociati a Shaqhab, ma entrambi furono sconfitti da re Baldovino II. I Turchi inflissero però perdite tali ai vincitori che costoro non poterono nel modo più assoluto marciare su una Damasco ormai indifesa.

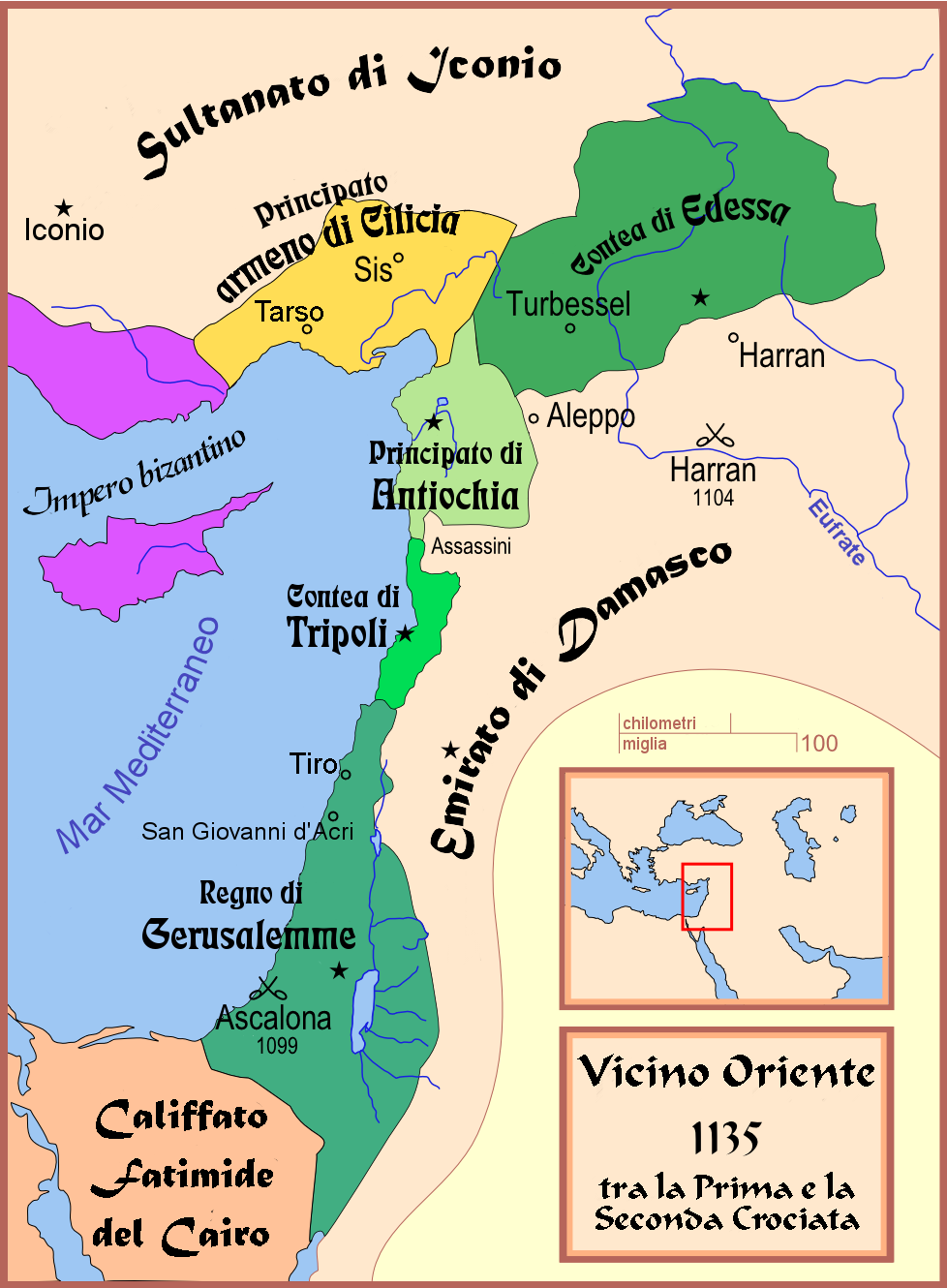
Il Vicino Oriente nel 1135.

Toghtigīn morì il 12 febbraio 1128 e Būrī gli succedette senza problema ma, nel novembre 1129, gli Assassini organizzarono un complotto mirante a consegnare la città ai Crociati, a loro meno invisi dei sunniti damasceni. Wajīk al-Dīn Mufarraj, capo della shurta (polizia), e il ciambellano Fīrūz, scoprirono il complotto e ne informarono Būrī, che fece imprigionare i congiurati. Baldovino II, al corrente del complotto ma che ignorava il fatto che esso fosse stato scoperto, giunse col suo esercito a Damasco, assediò la città e inviò un distaccamento di soldati per assicurarsi i rifornimenti, ma i soldati si dispersero andando a saccheggiare la regione della Ghūṭa. Informato, Būrī riuscì a organizzare una sortita col proprio esercito, che attaccò i contingenti sparpagliati sul territorio circostante Damasco. L'esercito cristiano assediante era tuttavia troppo importante perché Būrī potesse attaccarlo. Fu allora che imponenti piogge caddero provvidenzialmente su Damasco, trasformando il terreno in una melma che obbligò i Crociati a battere in ritirata, il 5 dicembre 1129.
Nel maggio 1131, due ismailiti che s'erano guadagnati la fiducia di Būrī, che li aveva arruolati nella sua guardia personale, tentarono d'assassinarlo e lo ferirono gravemente al ventre. Damasco radunò allora i migliori medici dell'epoca attorno a Būrī per curarlo, ma questi non volle attendere la fine del periodo suggeritogli di convalescenza, rimontando a cavallo. La ferita si riaprì e Būrī morì nel giugno del 1132.

## Successione
A Būrī succedettero tre figli, Shams al-Muluk Isma'il (1132-1135), Shihab al-Din Mahmud (1135-1139) e Jamal al-Din Muhammad (1139-1140), poi suo nipote Mujir al-Din Abaq (Uvak) (1140-1154), principi alquanto mediocri, che fanno risaltare la personalità senz'altro più completa dell'atabeg Mu'in al-Din Unur. Costui, uomo capace, diresse l'emirato di Damasco con mano ferrea, tanto più necessaria vista l'estrema complessità della situazione dell'intera regione siro-palestinese, praticando un'accorta politica di difficile equilibrio tra Crociati e l'astro nascente di Zengi, che controllava Aleppo e Mosul, riuscendo a conservare l'indipendenza e il prestigio di Damasco. 
Morì nel 1149 e Mujīr al-Din Abaq assicurò il governo dell'Emirato, ma questo giovane principe non poté evitare che i Crociati instaurassero una sorta di protettorato su Damasco, perdendo così parzialmente prestigio e sostegno da parte della popolazione. Nur al-Din profittò di questo malcontento per prendere il controllo di Damasco e deporre l'ultimo Buride.